# Cesar Romero

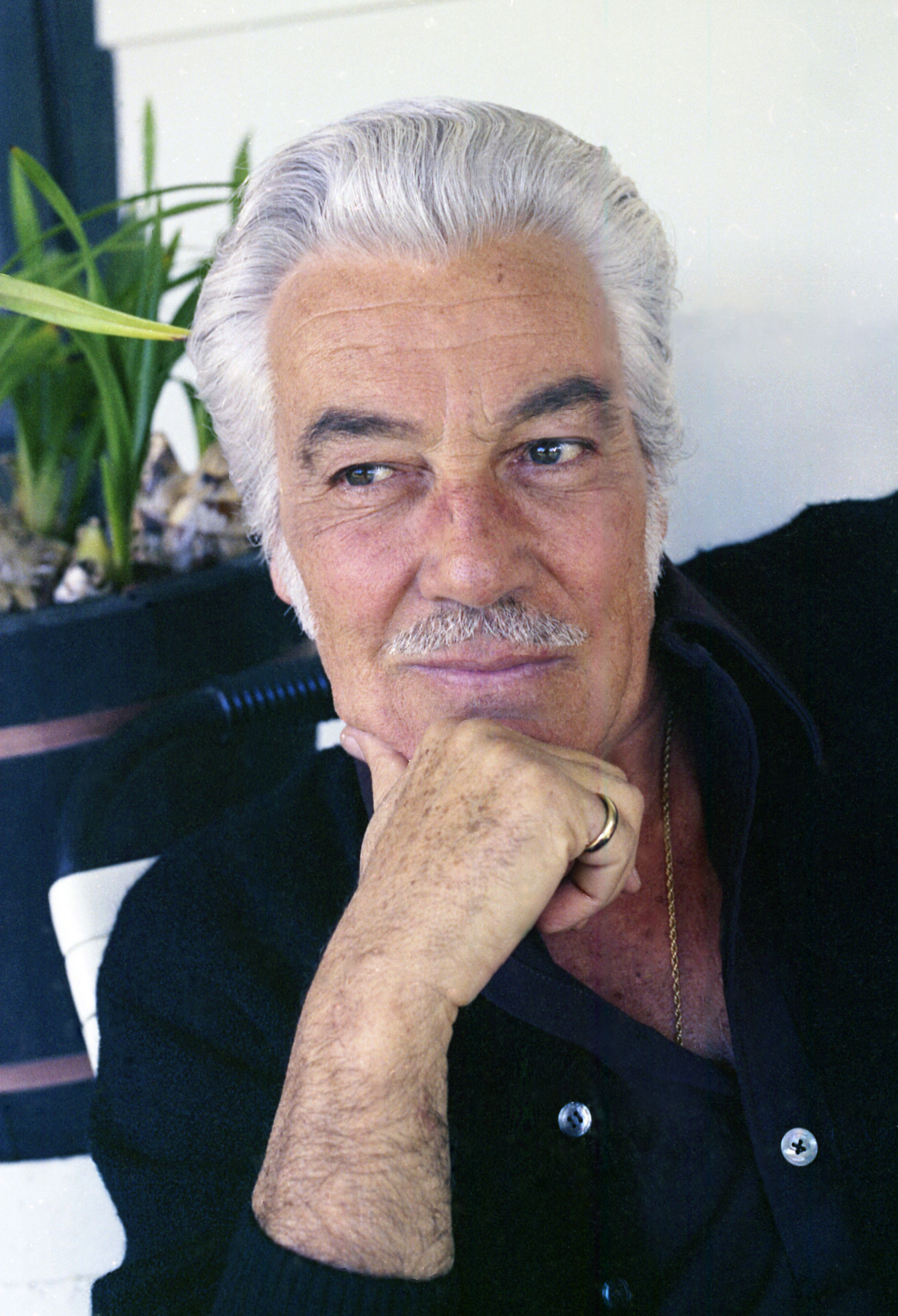
Cesar Romero, fotografiert von Allan Warren, 1973

César Julio Romero, Jr. (* 15. Februar 1907 in New York City, USA; † 1. Januar 1994 in Santa Monica, Kalifornien) war ein US-amerikanischer Schauspieler.

## Leben und Karriere
César Julio Romero wurde als Sohn des spanischen Import-Export-Händlers im Zuckergeschäft César Julio Romero und der kubanischen Konzertsängerin Maria Mantilla in New York City geboren. Sein Großvater war der kubanische Schriftsteller und Poet José Martí. Sein Vater verschaffte ihm einen Job in einer Bank an der Wallstreet. Parallel dazu debütierte Romero 1927 als Tänzer und 1932 als Schauspieler am Broadway. Mit dem Börsencrash 1929 am Schwarzen Donnerstag verlor sein Vater fast sein gesamtes Vermögen. Fortan musste er mit seinem Einkommen als Schauspieler seine beiden Schwestern, Eltern und seine Nichte sowie seinen Neffen mitfinanzieren.
Romero konnte Anfang der 1930er Jahre einen Dreijahresvertrag mit den Universal Studios unterzeichnen, sodass er in Filmen wie Der dünne Mann, Der Teufel ist eine Frau und Spione küßt man nicht mitspielte. Anschließend wurde er von Darryl F. Zanuck für 20th Century Fox abgeworben, wo er in Filmen wie Rekrut Willie Winkie, Sechs Schicksale und Der Hauptmann von Kastilien wichtige Nebenrollen bekleidete. Eine Hauptrolle bekleidete Romero in der Western-Filmreihe über den rauen Banditen The Cisco Kid, die Anfang der 1940er-Jahre entstand. Er blieb 15 Jahre bei Fox und leistete während des Zweiten Weltkrieges drei Jahre seinen Militärdienst bei der United States Coast Guard ab. Nachdem das Studiosystem Ende der 1940er, Anfang der 1950er zusammenbrach, verlor er nach 15 Jahren seinen Vertrag bei Fox und trat fortan in mehreren kleinen Fernsehserien auf.
Größere nationale, wie internationale Bekanntheit erlangte Romero durch seine Verkörperung des Joker in der Fernsehserie Batman, in der er von 1966 bis 1968 in 22 Episoden auftrat und dem Film Batman hält die Welt in Atem. Für diese Rolle weigerte er sich, seinen Schnurrbart abzurasieren, da er befürchtete, sein Markenzeichen zu verlieren. Außerdem verkörperte er in den Disney-Filmen Superhirn in Tennisschuhen, Es kracht – es zischt – zu seh’n ist nischt und Der Retorten-Goliath an der Seite von Kurt Russell und Joe Flynn die Figur des Schurken A. J. Arno.
In den 1970er- und 1980er-Jahren trat Romero nur noch vereinzelt auf und tourte vermehrt mit dem Dinner Theater durch das Land. Er trat vermehrt in einzelnen Episoden von Fernsehserien wie Fantasy Island, Love Boat und Mord ist ihr Hobby auf. Seine letzte große Rolle war die des Peter Stavros, des Ehemanns der Matriarchin Angela Gioberti Channing, gespielt von der Hauptdarstellerin Jane Wyman, in der Fernsehserie Falcon Crest, die er in 51 Episoden von 1985 bis 1988 verkörperte.
Am 1. Januar 1994 verstarb Romero an einem Thrombus im St. Johns Hospital and Health Center. Ursprünglich wurde er dort wegen einer Bronchitis und Lungenentzündung behandelt. Der unverheiratete Romero wurde als „überzeugter Single“ beschrieben, eine Umschreibung für seine zu Lebzeiten nicht publik gemachte Homosexualität.
Auf dem Hollywood Walk of Fame ist Romero mit zwei Sternen verewigt, die seine filmische Arbeit und seine Arbeit im Fernsehen auszeichnen.

## Filmografie (Auswahl)

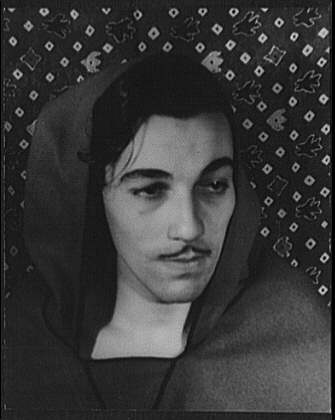
Cesar Romero, fotografiert von Carl van Vechten, 1934

### Filme
- 1934: British Agent
- 1934: Der dünne Mann (The Thin Man)
- 1935: Diamanten-Jim (Diamond Jim)
- 1935: Kampf um Indien (Clive of India)
- 1935: Spione küßt man nicht (Rendezvous)
- 1935: Der Teufel ist eine Frau (The Devil Is a Woman)
- 1935: Zeig’ kein Erbarmen! (Show Them No Mercy!)
- 1935: Metropolitan
- 1936: Die Frau des G-Man (Public Enemy’s Wife)
- 1936: Liebe vor dem Frühstück (Love Before Breakfast)
- 1937: Rekrut Willie Winkie (Wee Willie Winkie)
- 1938: Die Eiskönigin (Happy Landing)
- 1939: Charlie Chan auf der Schatzinsel (Charlie Chan at Treasure Island)
- 1939: Die kleine Prinzessin (The Little Princess)
- 1941: Tall, Dark and Handsome
- 1942: Orchestra Wives
- 1942: Sechs Schicksale (Tales of Manhattan)
- 1943: Coney Island
- 1947: Der Hauptmann von Kastilien (Captain from Castile)
- 1947: Karneval in Costa Rica (Carnival in Costa Rica)
- 1948: Deep Waters
- 1948: Die Frau im Hermelin (That Lady in Ermine)
- 1948: Die unvollkommene Dame (Julia Misbehaves)
- 1951: Glücklich und verliebt (Happy Go Lovely)
- 1951: Jules Verne – Die Reise zur geheimnisvollen Insel (Lost Continent)
- 1951: Mädchen im Geheimdienst (FBI Girl)
- 1952: Der Dschungel bebt (The Jungle)
- 1952: Vom Täter fehlt jede Spur (Lady in the Fog)
- 1953: Gefangen in der Kasbah (Prisoners of the Casbah)
- 1953: Der Vampyr von Soho (Street of Shadow)
- 1954: Vera Cruz
- 1955: Der Favorit (The Racers)
- 1956: In 80 Tagen um die Welt (Around the World in Eighty Days)
- 1956: Tag der Entscheidung (The Leather Saint)
- 1957: L'inferno ci accusa
- 1957: The Story of Mankind
- 1958: König der Banditen (Villa!!)
- 1960: Frankie und seine Spießgesellen (Ocean’s Eleven)
- 1960: Pepe – Was kann die Welt schon kosten (Pepe)
- 1961: Flucht aus der Hölle (Seven Women from Hell)
- 1962: … gefrühstückt wird zu Hause (If a Man Answers)
- 1963: Die Hafenkneipe von Tahiti (Donovan’s Reef)
- 1963: Die Kastilier (El valle de las espadas)
- 1964: Madame P. und ihre Mädchen (A House Is Not a Home)
- 1965: Dreimal nach Mexiko (Marriage on the Rocks)
- 1965: Das Testament des Magiers (Two on a Guillotine)
- 1966: Batman hält die Welt in Atem (Batman)
- 1967: Zwei Nummern zu groß (Un Dollaro per 7 vigliacchi)
- 1968: Das Millionending (Hot Millions)
- 1968: Skidoo
- 1968: Gauner, Kronen und Juwelen (Crooks and Coronets)
- 1969: Gestatten, das sind meine Kohlen! (Midas Run)
- 1969: The Proud and Damned
- 1969: Superhirn in Tennisschuhen (The Computer Wore Tennis Shoes)
- 1969: A Talent for Loving
- 1969: U 4000 – Panik unter dem Ozean (Ido Zero Daisakusen)
- 1972: Es kracht – es zischt – zu seh’n ist nischt (Now You See Him, Now You Don’t)
- 1973: Die Sieben vom Holzfällercamp (The Timber Tramps)
- 1975: Der Retorten-Goliath (The Strongest Man in the World)
- 1975: Die Sieben vom Holzfällercamp (Timber Tramps)
- 1976: Carioca tigre
- 1980: Monster aus der Tiefe (Monster – The Legend that Became a Terror)
- 1985: Geier, Geld und goldene Eier (Lust in the Dust)
- 1988: Bei uns liegen sie richtig (Mortuary Academy)
- 1988: Nacht der Teufel (Judgement Day)
- 1990: Simple Justice – Eine Familie rächt sich (Simple Justice)

### Fernsehserien
- 1954–1958: Passport to Danger (25 Folgen)
- 1958–1961: Abenteuer im wilden Westen (Zane Grey Theater, drei Folgen)
- 1959: Zorro (vier Folgen)
- 1959: Im Wilden Westen (Death Valley Days) (1 Folge)
- 1959–65: Tausend Meilen Staub (Rawhide) (4 Folgen)
- 1959: Der Texaner (The Texan) (1 Folge)
- 1962: Unter heißem Himmel (Follow the Sun) (1 Folge)
- 1963: Heute Abend Dick Powell (The Dick Powell Show) (1 Folge)
- 1963: 77-Sunset-Strip (fünf Folgen)
- 1963–1965: Amos Burke (Burke’s Law, fünf Folgen)
- 1964: Stationsarzt Dr. Kildare (Dr. Kildare) (1 Folge)
- 1965: Bonanza (1 Folge)
- 1965: Geächtet (Branded) (1 Folge)
- 1965: Solo für O.N.K.E.L. (The Man from U.N.C.L.E.) (1 Folge)
- 1966–1968: Batman (22 Folgen)
- 1967: T.H.E. Cat – Artist und Detektiv (T.H.E. Cat) (1 Folge)
- 1968: Mini-Max oder die unglaublichen Abenteuer des Maxwell Smart (Get Smart) (1 Folge)
- 1970: Ihr Auftritt, Al Mundy (It Takes a Thief) (1 Folge)
- 1970: Verliebt in eine Hexe (Bewitched) (1 Folge)
- 1971–72: Alle meine Lieben (The Jimmy Stewart Show) (1 Folge)
- 1971: Nanny und der Professor (Nanny and the Professor) (1 Folge)
- 1971: Wo alle Wege enden (Night Gallery) (1 Folge)
- 1971: Wo die Liebe hinfällt (Love, American Style) (1 Folge)
- 1971–1972: Alias Smith und Jones (Alias Smith and Jones, drei Folgen)
- 1972: Twen-Police (The Mod Squad) (1 Folge)
- 1974: Der Chef (Ironside) (1 Folge)
- 1977: Die Zwei von der Tankstelle (Chico and the Man) (1 Folge)
- 1980: Drei Engel für Charlie (Chalrie's Angels) (1 Folge)
- 1979–1983: Fantasy Island (vier Folgen)
- 1983: Hart aber herzlich (Hart to Hart, Folge Schatzsuche im Dschungel)
- 1984–1986: Love Boat (The Love Boat, vier Folgen)
- 1985–1988: Falcon Crest (51 Folgen)
- 1985–1992: Mord ist ihr Hobby (Murder, She Wrote, zwei Folgen)
- 1985–1986: Trio mit vier Fäusten (Riptide, zwei Folgen)
- 1990: Golden Girls (1. Folge)